# Mesa para la Unidad de los Comunistas
La Mesa para la Unidad de los Comunistas (MUC) fue el nombre de la candidatura con la que se presentó a las elecciones generales y regionales andaluzas de 1986 el Partido de los Trabajadores de España-Unidad Comunista, liderado por Santiago Carrillo.
Consiguió 229.695 votos (el 1,1%), por lo que no obtuvo representación parlamentaria. Sus mejores resultados los obtuvo en las provincias de Madrid y Granada, con un 2,5% de los votos en ambas.

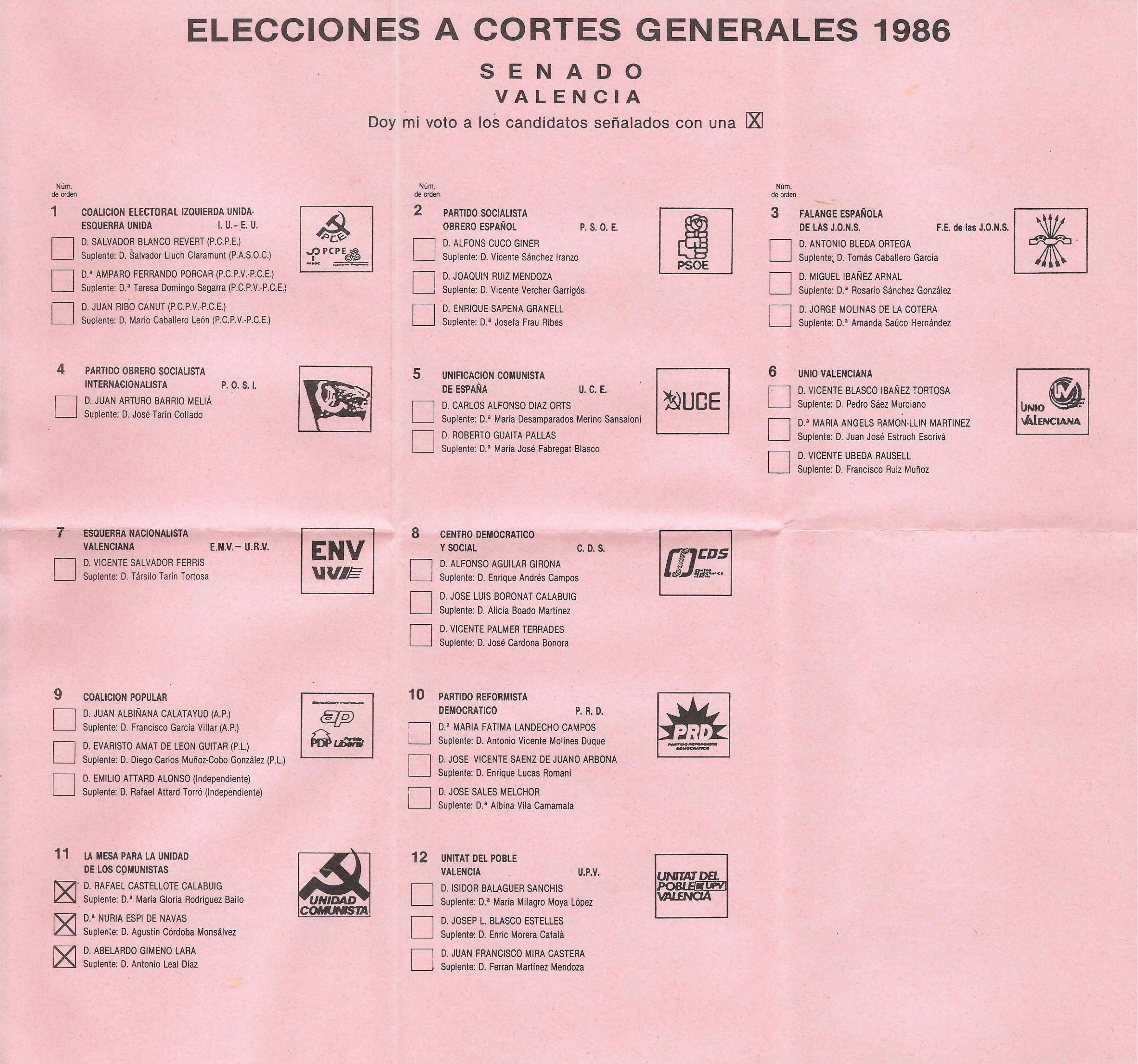
Papeleta electoral para el Senado en 1986

En el País Vasco se presentó con la denominación oficial de la federación del PCE, Partido Comunista de Euskadi-Euskadiko Partidu Komunista (PCE-EPK), volviendo a presentarse de esta forma en las elecciones al Parlamento Vasco de ese mismo año.